# بيرتالان كون
بيرتالان كون (بالمجرية: Kun Bertalan)‏ هو لاعب كرة قدم مجري في مركز الوسط، ولد في 6 مايو 1999 في فيسبرم في المجر. لعب مع Jong PSV ‏.

## وصلات خارجية
- بيرتالان كون على موقع قاعدة بيانات كرة القدم.إي يو (الإنجليزية)
- بيرتالان كون على موقع Soccerway.com (الإنجليزية)
- بيرتالان كون على موقع عالم كرة القدم.نت (الإنجليزية)